# Nanami Irie
Nanami Irie (japanisch 入江 ななみ Irie Nanami; * 8. Januar 1995 in der Präfektur Fukuoka) ist eine japanische Ringerin. Sie wurde 2019 Vize-Weltmeisterin in der Gewichtsklasse bis 55 kg Körpergewicht.

## Werdegang
Nanami Irie ist die jüngere Schwester von Yuki Irie, die ebenfalls eine Weltklasse-Ringerin ist. Wie diese begann sie bereits im Kindergartenalter mit dem Ringen. Sie besuchte die Ogura Shogyo High School Fukuoka und studierte danach an der Kyushu Kyoritsu University Kitakyushu. Trainiert wird sie hauptsächlich von Keiji Fukuda. Nanami Irie ist 1,53 Meter groß und wiegt ca. 55 kg. Sie startet für die Fukui Pref. Sports Assoc.
Seit 2010 gehört Nanami Irie zu den besten japanischen Junioren-Ringerinnen. 2010 und 2011 wurde sie asiatische Juniorenmeisterin (Altersgruppe Cadets), jeweils in der Gewichtsklasse bis 49 kg. 2012 wurde sie in Baku Junioren-Weltmeisterin (Cadets) in der Gewichtsklasse bis 49 kg vor Eva Sauer aus Deutschland.
Schon mit 17 Jahren belegte Nanami Irie bei der japanischen Meisterschaft der Frauen in der Gewichtsklasse bis 51 kg hinter Hikari Sugawara und Yu Miyahara den 3. Platz und gewann damit eine Medaille.
2013 wurde sie bei der Asienmeisterschaft der Frauen in New Delhi in der Gewichtsklasse bis 51 kg eingesetzt, verlor dort aber schon in der Qualifikation gegen Vinesh Vinesh aus Indien knapp mit 3:4 Punkten. Da diese das Finale nicht erreichte, schied sie aus und kam nur auf den 8. Platz. Bei der japanischen Meisterschaft der Frauen im Dezember 2013 gewann sie in der gleichen Gewichtsklasse hinter Yu Miyahara und Mayu Mukaida wieder eine Bronzemedaille.
Im März 2014 vertrat Nanami Irie beim Team-Welt-Cup in Tokio in der Gewichtsklasse bis 53 kg zusammen mit Saori Yoshida die japanischen Farben. Sieger dieses Wettkampfes wurde Japan. Im Juni 2014 verlor sie beim „Meiji“-Cup in Tokio, bei dem die Startplätze für die Weltmeisterschaft ausgerungen wurden, in der Gewichtsklasse bis 53 kg erst im Finale gegen Saori Yoshida nach Punkten (2:8). Bei der Junioren-Weltmeisterschaft (Altersgruppe Juniors) 2014 in Zagreb gewann sie in der Gewichtsklasse bis 55 kg eine Bronzemedaille. Bei der japanischen Frauenmeisterschaft 2014, die im Dezember dieses Jahres ausgetragen wurde, kam sie in der Gewichtsklasse bis 53 kg auf den 3. Platz.
2015 gewann Nanami Irie bei der Asienmeisterschaft der Frauen in Doha in der Gewichtsklasse bis 53 kg hinter Zhong Xuechun aus China und Pak Yang-mi aus Nordkorea eine Bronzemedaille. Im August 2015 wurde sie in Salvador da Bahi Junioren-Weltmeisterin (Juniors) in der Gewichtsklasse bis 55 kg vor Ramona Galambos aus Ungarn. Kurz vorher war sie beim „Meiji“-Cup in Tokio in der Gewichtsklasse bis 53 kg hinter Saori Yoshida wieder Zweite geworden und auch bei der japanischen Meisterschaft 2015 kam sie in der Gewichtsklasse bis 53 kg auf den gleichen Platz. Im Finale verlor sie dabei gegen Eri Tosaka bei Punktgleichstand von 4:4 nur durch die letzte Wertung, die Eri Tosaka erzielte.
Im Februar 2016 startete bei der Asienmeisterschaft in Bangkok in der Gewichtsklasse bis 53 kg. Sie verlor dort gegen Pak Yang-mi und verletzte sich dabei so schwer, dass sie 2016 und 2017 keine Wettkämpfe bestreiten konnte.
Im Februar 2018 gewann sie dann, von ihrer Verletzung genesen, beim Klippan-Lady-Cup in der Gewichtsklasse bis 53 kg vor Umi Imai, Japan, Sarah Hildebrandt, USA und Natalja Malyschewa aus Russland. Auch bei den Poland-Open 2018 in Warschau gewann sie in der Gewichtsklasse bis 53 kg vor Katarzyna Krawczyk, Polen, Maria Prevolaraki, Griechenland und Nina Hemmer, Deutschland. Im Dezember 2018 wurde sie in der Gewichtsklasse bis 53 kg hinter Mayu Mukaida und vor Yuka Yago und Umi Imai japanische Vizemeisterin.
Im Juni 2019 belegte Nanami Irie beim „Meiji“-Cup in Tokio in der Gewichtsklasse bis 53 kg hinter Mayu Mukaida und Haruna Okuno den 3. Platz. In einem zusätzlichen Playoff konnte sie sich aber einen Monat später mit einem Sieg über Haruna Okuna (3:1) in der Gewichtsklasse bis 55 kg doch noch einen Startplatz bei der Weltmeisterschaft 2019 in Nur-Sultan erkämpfen. In Nur-Sultan siegte sie über Jade Mariah Parsons, Kanada, Olga Choroschawzewa, Russland und Maria Sednewa, Kasachstan und stand damit im Finale, in dem sie gegen Jacarra Winchester aus den Vereinigten Staaten knapp nach Punkten verlor (3:5).
Im Dezember 2019 belegte Nanami Irie bei der japanischen Meisterschaft in der Gewichtsklasse bis 53 kg hinter Haruna Okuno den 2. Platz, vor Umi Imai und Yumi Schimono.
Erläuterungen
- alle Wettkämpfe im freien Stil
- WM = Weltmeisterschaft